# Teologia wyzwolenia
Zasugerowano, aby ten artykuł podzielić na różne artykuły – Teologia wyzwolenia (teologia) i Teologia wyzwolenia (ruch)
Teologia wyzwolenia – nurt teologiczny, który powstał w drugiej połowie XX wieku w Ameryce Łacińskiej w ramach Kościoła katolickiego jako odpowiedź na ubóstwo i ucisk społeczny. Łączy refleksję teologiczną z zaangażowaniem politycznym i obywatelskim, dążąc do przemiany niesprawiedliwych struktur społeczno-ekonomicznych. Postuluje odczytywanie chrześcijaństwa z perspektywy ludzi marginalizowanych i uciskanych, często odwołując się do inspiracji marksistowskich i biblijnych motywów wyzwolenia.

## Idea

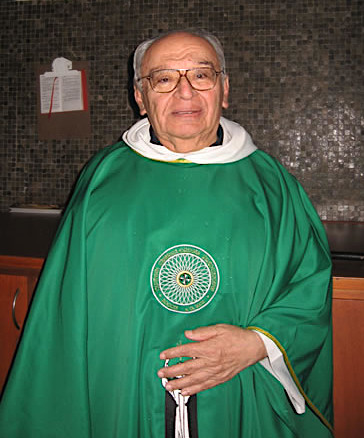
Gustavo Gutiérrez, jeden z twórców teologii wyzwolenia

Teologia wyzwolenia opiera się na związku między teologią chrześcijańską (głównie katolicką) i aktywizmem politycznym lewicy chrześcijańskiej, szczególnie w kwestiach sprawiedliwości społecznej i praw człowieka. Jej głównym założeniem jest odczytywanie Objawienia z perspektywy ludzi uciskanych i marginalizowanych – ubogich, osób czarnoskórych, kobiet – oraz uznanie za istotny element teologii czynnego zaangażowania w przemianę niesprawiedliwych struktur społeczno-ekonomicznych. Kluczowym pojęciem jest praxis – połączenie refleksji teologicznej z działaniem na rzecz sprawiedliwości społecznej.
Teologia wyzwolenia koncentruje się na osobie Jezusa Chrystusa, postrzeganego przede wszystkim jako wyzwoliciela uciskanych. Nacisk kładzie się na te fragmenty Pisma Świętego, które ukazują Jego misję jako działanie na rzecz sprawiedliwości i przemiany społecznej. Niektórzy teologowie wyzwolenia interpretują Ewangelię jako wezwanie do radykalnego sprzeciwu wobec niesprawiedliwych struktur społecznych, a nie jako obronę istniejącego porządku. Przywołują przy tym fragmenty takie jak Iz 61,1, Mt 10,34 („Nie przyszedłem przynieść pokoju, lecz miecz”) czy Łk 22,35–38, wskazując, że Jezus niekiedy wzniecał niepokój społeczny, by obudzić sumienia i doprowadzić do przemiany. Biblia staje się w tej perspektywie wezwaniem do aktywnego działania przeciw ubóstwu i grzechowi, który je podtrzymuje. Symbolicznym wyrazem tej radykalnej interpretacji był w Ameryce Łacińskiej wizerunek „Chrystusa z karabinem na ramieniu”, wyrażający jednocześnie nadzieję na wyzwolenie i kontrowersyjną postawę oporu.
Zgodnie z definicją Gustavo Gutiérreza, teologia wyzwolenia jest „krytyczną refleksją nad chrześcijańską praxis w świetle Słowa Bożego”. Punktem wyjścia tej refleksji jest doświadczenie ubóstwa – zarówno indywidualnego, jak i zbiorowego – uznawanego za efekt niesprawiedliwych struktur społecznych. Wyzwolenie, rozumiane jako proces duchowego i społecznego uwolnienia z grzechu i zniewolenia, ma swoje oparcie w komunii z Bogiem oraz w biblijnym obrazie Boga wyzwalającego lud z niewoli.
Gustavo Gutiérreza zwracał uwagę:

Ludzie są także bardziej świadomi i boleśnie odczuwają, że znaczna część Kościoła jest w ten czy inny sposób powiązana z tymi, którzy dzierżą władzę ekonomiczną i polityczną we współczesnym świecie. … W takich okolicznościach czy można szczerze powiedzieć, że Kościół nie ingeruje w „sferę doczesną”? Czy Kościół pełni wyłącznie rolę religijną, jeśli przez swoje milczenie lub przyjazne relacje legitymizuje rząd dyktatorski i opresyjny?

Twórcy teologii wyzwolenia, tacy jak Gustavo Gutiérrez, Jon Sobrino czy Leonardo Boff, przyjmowali marksizm jako narzędzie analityczne służące do opisu konfliktu między uciskającymi a uciskanymi, lecz niekiedy także jako inspirację do rewolucyjnych działań politycznych. Niemniej nie uznają marksizmu jako doktryny filozoficznej, lecz jako narzędzia krytyki struktur społecznych. Według Gutiérreza teologia powinna brać swój punkt wyjścia z „osi” opresji i wyzwolenia – analogicznie do biblijnego wyjścia Izraelitów z Egiptu czy nauczania proroków o sprawiedliwości społecznej.
Leonardo Boff tak opisywał użycie marksizmu w kontekście analizy rzeczywistości:

W teologii wyzwolenia marksizm nigdy nie jest traktowany jako autonomiczny przedmiot refleksji, lecz zawsze w odniesieniu do ubogich i ich sytuacji. Teologowie wyzwolenia, opowiadając się jednoznacznie po stronie uciśnionych, kierują do marksizmu pytanie: „Co możesz nam powiedzieć o ubóstwie i sposobach jego przezwyciężenia?” To nie marksizm ocenia sytuację ubogich, lecz sam poddawany jest ocenie w świetle ich doświadczeń i walki o sprawiedliwość.
Z tego względu teologia wyzwolenia traktuje marksizm wyłącznie jako narzędzie analityczne. Nie nadaje mu znaczenia równorzędnego z Ewangelią ani nie czuje się zobowiązana wobec nauk społecznych do ścisłego stosowania jego terminologii czy założeń. W ujęciu tym teologia wyzwolenia swobodnie korzysta z niektórych „wskazań metodologicznych” marksizmu, które okazały się przydatne w analizie rzeczywistości społecznej z perspektywy uciśnionych.

Jak zauważa Dariusz Gardocki, nie każdy nurt teologii wyzwolenia odwołuje się do marksizmu – radykalne kierunki, które nawiązują bezpośrednio do praktyki rewolucyjnej, stanowią jedynie marginalną część tego zróżnicowanego nurtu. Główni przedstawiciele teologii wyzwolenia, tacy jak Gustavo Gutiérrez, Leonardo Boff, Ignacio Ellacuría czy Jon Sobrino, podkreślają przede wszystkim historyczny wymiar chrześcijaństwa oraz znaczenie zaangażowania społecznego jako formy współuczestnictwa w zbawczym dziele Boga.
Gustavo Gutiérrez wprowadził pojęcie „preferencyjnej opcji na rzecz ubogich”, podkreślając, że Bóg nie faworyzuje żadnej grupy, lecz daje pierwszeństwo potrzebom osób ekonomicznie i społecznie wykluczonych. Rozróżniał on trzy formy ubóstwa: materialne (brak środków do życia), duchowe (polegające na zaufaniu Bogu) oraz dobrowolne (wyrażające solidarność z ubogimi). Ubóstwo, jego zdaniem, nie jest stanem naturalnym, lecz skutkiem niesprawiedliwych struktur społecznych – „kondycją”, a nie fatalizmem.
Teologia wyzwolenia zakłada, że nie istnieje neutralna egzegeza – przekaz biblijny odbierany jest inaczej przez osoby ubogie i wykluczone, a inaczej przez osoby uprzywilejowane; inaczej także przez kobiety, inaczej przez mężczyzn. Głoszenie Ewangelii wiąże się z koniecznością dokonania konkretnego wyboru etycznego i politycznego, niekiedy konfliktowego, w obronie uciśnionych. Kościół, według tego nurtu, nie powinien być strukturą samowystarczalną, lecz wspólnotą służebną, zaangażowaną w przemianę świata
Mimo że teologia wyzwolenia była krytykowana, m.in. za bezkrytyczne przejmowanie elementów marksizmu czy skłonność do legitymizacji przemocy rewolucyjnej, jej wpływ na współczesną teologię, katolicką etykę społeczną i zaangażowanie chrześcijan w sprawy sprawiedliwości społecznej pozostaje znaczący. Z nurtu tego wyrosły również inne formy, takie jak czarna teologia wyzwolenia, palestyńska teologia wyzwolenia, feministyczna teologia wyzwolenia czy teologie wyzwolenia rdzennych ludów.

## Działania
Jednym z najbardziej radykalnych aspektów teologii wyzwolenia była reorganizacja praktyki kościelnej poprzez tworzenie podstawowych wspólnot chrześcijańskich (comunidades eclesiales de base, CEB). Teologia ta miała charakter oddolny – zakładała, że interpretacja Biblii i praktyka liturgiczna powinny być kształtowane przez świeckich, a nie wyłącznie przez kościelną hierarchię. W tym ujęciu lektura Pisma Świętego staje się formą praxis – połączeniem refleksji i działania. Celem było odczytywanie nauczania Jezusa Chrystusa oraz misji Kościoła z perspektywy ubogich i zmarginalizowanych.
Przykładem może być miasto Nova Iguaçu w Brazylii, gdzie gwałtowny przyrost ludności doprowadził do poważnych problemów infrastrukturalnych: brakowało opieki medycznej, szkół, kanalizacji czy wywozu śmieci. W odpowiedzi lokalne wspólnoty i diecezja rozpoczęły działania społeczne. Od 1974 lekarze zaczęli nieodpłatnie leczyć ubogich, a wkrótce potem organizacja Caritas zatrudniła ich do prowadzenia szerszego programu zdrowotnego. W 1976 diecezja opublikowała raport, w którym podkreślono, że trwała poprawa warunków życia wymaga przede wszystkim oddolnej organizacji społeczności i budzenia świadomości obywatelskiej, a nie wyłącznie obecności instytucji medycznych.
Praxis w teologii wyzwolenia obejmowała również edukację, samopomoc i działania polityczne. W faweli Langamar wspólnota CEB założyła ośrodek modlitewno-edukacyjny, stworzyła spółdzielnię krawiecką dla samotnych matek i zorganizowała prace kanalizacyjne, zastępując niebezpieczne otwarte rynsztoki. Członkowie wspólnot podejmowali też działania na rzecz obrony praw lokatorskich, sprzeciwiając się przymusowym wysiedleniom.
Działalność wspólnot miała także wymiar polityczny. W okresie dyktatury wojskowej w Brazylii wspólnoty były nielicznymi przestrzeniami, w których rozwijały się krytyczne postawy obywatelskie – choć często ograniczały się do podstawowych form aktywności, takich jak podpisywanie petycji o poprawę usług miejskich. Ich rola w kształtowaniu ruchów ludowych była jednak znacząca.
Wspólnoty te wyróżniały się także dużym udziałem kobiet, zwłaszcza starszych, które po wychowaniu dzieci aktywnie włączały się w życie społeczne. Jak zauważyła badaczka Carol Ann Drogus, uczestnictwo we wspólnotach przyczyniało się do wzrostu świadomości politycznej kobiet i przełamywania tradycyjnych ról społecznych.
Amerykańska dziennikarka Penny Lernoux w licznych publikacjach popularyzowała idee teologii wyzwolenia w Ameryce Północnej, opisując m.in. funkcjonowanie wspólnot podstawowych. Były to niewielkie grupy wiernych, często działające poza formalnymi strukturami kościelnymi. W ich ramach wspólnie rozważano Pismo Święte, sprawowano liturgię oraz podejmowano działania społeczne. Szczególnie aktywne były na terenach wiejskich, gdzie brakowało stałych duszpasterzy. W 2007 szacowano, że w samej Brazylii istniało około 80 000 takich wspólnot.
Współcześnie inspirację teologią wyzwolenia czerpią m.in. ruch Fanmi Lavalas na Haiti, Ruch Bezrolnych (MST) w Brazylii oraz Abahlali baseMjondolo w Południowej Afryce – organizacje działające na rzecz sprawiedliwości społecznej, praw człowieka i dostępu do podstawowych zasobów, takich jak ziemia czy woda pitna.

## Znaczenie współczesne
Papież Jan Paweł II położył kres oficjalnemu poparciu dla koncepcji wyzwolenia w ujęciu latynoamerykańskim wśród hierarchii Kościoła katolickiego oświadczeniem wygłoszonym w styczniu 1979 r., podczas pierwszej zagranicznej pielgrzymki w trakcie pontyfikatu, w Meksyku:
Ta koncepcja Chrystusa jako polityka, rewolucjonisty, jako wywrotowca z Nazaretu, nie zgadza się z nauczaniem Kościoła.
Powołał się w niej szczególnie na nauczanie Pawła VI w Evangelii nuntiandi. W samym tym przemówieniu brak jednak terminu "teologia wyzwolenia". Pojawił się on dopiero podczas audiencji generalnej, podczas której papież powiedział:
Teologia wyzwolenia winna nade wszystko być wierna wszelkiej prawdzie o człowieku, aby ukazać nie tylko w kontekście latynoamerykańskim, ale także we współczesnych kontekstach, jaką rzeczywistością jest wolność, "do której Chrystus nas wyzwolił".
W latach 70 i 80 członkowie latynoamerykańskiego ruchu teologii wyzwolenia stali się celem ataków prawicy, wielu działaczy zginęło z rąk członków szwadronów śmierci, w tym absolwentów School of the Americas. Najbardziej znane zbrodnie to masakra Los Horcones z roku 1975 dokonana przez armię honduraską na 15 członkach wspólnoty katolickiej m.in. wykładowcach, studentach, rolnikach, masakra jezuitów w Salwadorze w 1989 dokonana przez żołnierzy salwadorskiej armii z batalionu Atlacatl (Atlacatl Battallón).
Jednak teologia ta w dalszym ciągu cieszy się pewnym poparciem, zwłaszcza wśród laikatu i poszczególnych księży. W ostatnich latach papież Franciszek wykonał szereg pojednawczych gestów rehabilitując przedstawicieli tego nurtu. Według teologa Krzysztofa Góźdźa na skutek współpracy o. Gustavo Gutiérreza i innych teologów wyzwolenia z kardynałem Gerhardem Ludwigiem Müllerem, teologia wyzwolenia zyskuje uprawomocnienie ze strony Papieża Franciszka i Watykanu.
Papież Franciszek spotykał się z przedstawicielami tego nurtu, m.in. z o. Gustavo Gutiérrezem i o. Arturo Paolim, dyskutując o problemach społecznych i metodach ich naprawy. Po latach kryzysu odrodziła się w 2012 organizacja Cristianos por el socialismo, założona w 1971, reprezentująca radykalne skrzydło ruchu, działa związane z wenezuelskimi jezuitami ''Centro Gumilla'', meksykańska pacyfistyczna, katolicka grupa ''Las Abejas'' (w 1997 jej członkowie padli ofiarą masakr których dokonały związane z lokalną oligarchią szwadrony śmierci tzw. Máscara Roja), nadal działa na kontynencie ''Fraternidad Teológica Latinoamericana''.

## Rzekomy udział KGB
Według Iona Mihai Pacepy, byłego szefa wywiadu zagranicznego komunistycznej Rumunii, który w 1978 zbiegł do USA, teologia wyzwolenia była projektem KGB i formą religijnej dywersji prowadzonej przez ZSRR. Pacepa twierdzi, że w 1968 KGB nakłoniło grupę biskupów do zwołania konferencji w Medellín, wspieranej logistycznie przez rumuński wywiad (DIE). Po konferencji materiały miały trafić do kontrolowanej przez Sowietów Światowej Rady Kościołów, która uczyniła teologię wyzwolenia jednym ze swoich priorytetów, organizując kolejne kongresy w Bogocie w 1970 i 1971. W 1979, po krytyce teologii wyzwolenia przez papieża Jana Pawła II podczas konferencji biskupów w Pueblo, uczestnikom rozpowszechniono anonimową polemikę, którą – według kard. Lópeza Trujillo – przygotowali działacze marksistowscy spoza konferencji, rzekomo również wspierani przez KGB i DIE.
Twierdzenie Iona Mihai Pacepy, jakoby teologia wyzwolenia była wynalazkiem sowieckiego KGB, zostało powszechnie uznane za fałszywe przez historyków, teologów i komentatorów kościelnych.
Dziennikarze zajmujący się tematyką Kościoła rzymskokatolickiego, John Allen w Crux i Damian Thompson w konserwatywnym The Spectator, wyrazili opinie, że twierdzenia Pacepy są „prawdopodobnie przesadzone” i trudne do uwierzenia.

## Teologowie wyzwolenia i wspierający teologię wyzwolenia
- Marcella Althaus-Reid, Argentyna-Szkocja (1952-2009)
- Jean-Bertrand Aristide, Haiti (ur. 1953)
- Alan Boesak, Afryka Południowa (ur. 1945)
- Paulo Evaristo Arns, Brazylia (1921-2016)
- Hugo Assmann, Brazylia (1933-2008)
- Tomás Balduino, Brazylia (1923-2014)
- Carlos Filipe Ximenes Belo, Timor Wschodni (ur. 1948)
- Clodovis Boff, Brazylia (ur. 1944)
- Rafael Puente Calvo, SJ, Boliwia (ur. 1940)
- Leonardo Boff, Brazylia (ur. 1938)
- Robert McAfee Brown, USA (1920-2001)
- Hélder Câmara, Brazylia (1909-1999)
- Katie Geneva Cannon, USA (1950-2018)
- Pedro Casaldáliga Plá, Hiszpania-Brazylia (1928-2020)
- James Cone, USA. (ur. 1938-2018)
- Ernesto Cardenal, Nikaragua (1925-2020)
- Fernando Cardenal, Nikaragua (1934-2016)
- Virgilio Elizondo, USA (1935-2016)
- Ignacio Ellacuría, SJ, Hiszpania-Salwador (1930-1989)
- Paul Gauthier, Francja (1914-2002)
- Gustavo Gutiérrez, Peru (1928-2024)
- François Houtart, Belgia (1925-2017)
- Gérard Jean-Juste, Haiti (1947-2009)
- Sebastian Kappen, Indie (1924-1993)
- Elmar Klinger, Niemcy (ur. 1938)
- Erwin Kräutler, Austria-Brazylia (ur. 1939)
- Hans Küng, Szwajcaria-Niemcy (1928-2021)
- Martin Maier, SJ, Niemcy (ur. 1960)
- Ignacio Martín-Baró, SJ, Hiszpania-Salwador (1942-1989)
- Herbert McCabe, OP, Wielka Brytania (1926-2001)
- Johann Baptist Metz, Niemcy (1928-2019)
- José Míguez Bonino, Argentyna (1924-2012)
- Jürgen Moltmann, Niemcy (1926-2024)
- Segundo Montes, SJ, Hiszpania-Salwador (1933-1989)
- Carlos Mugica, Argentyna (1930-1974)
- Henri Nouwen, Holandia (1932-1996)
- Oskar Romero, Salwador (1917-1980)
- Samuel Ruiz García, Meksyk (ur. 1924-2011)
- Edward Schillebeeckx, Belgia-Holandia (1914-2009)
- Juan Luis Segundo, SJ, Urugwaj (1925-1996)
- Stefan Silber, Niemcy
- Stephen Sizer, Anglia (ur. 1953)
- Diane Drufenbrock, USA (1929-2013)
- Jon Sobrino, SJ, Hiszpania-Salwador (ur. 1938)
- Dorothee Sölle, Niemcy (1929-2003)
- Camilo Torres Restrepo, Kolumbia (1929-1966)

## Polskojęzyczna bibliografia przedstawicieli teologii wyzwolenia
- Juan Alfaro – Chrześcijańska nadzieja i wyzwolenie człowieka; Instytut Wydawniczy „Pax”, 1978
- Juan Alfaro – Teologia postępu ludzkiego; Biblioteka ODiSS 1971
- Leonardo Boff – Sakramenty Kościoła; Instytut Wydawniczy „Pax”, 1981
- Helder Camara – Godzina trzeciego świata; Społeczny Instytut Wydawniczy „Znak”, 1973
- Helder Camara – Żyć ewangelią; Instytut Wydawniczy „Pax”, 1995
- Ernesto Cardenal – Poezje; Wydawnictwo Literackie, 1989
- Ernesto Cardenal – Poematy; Wydawnictwo Literackie 1990
- Gustavo Gutierrez – Teologia wyzwolenia. Historia, polityka i zbawienie; Instytut Wydawniczy „Pax”, 1976
- Jacques Rollet – Społeczne tło teologii współczesnej; Instytut Wydawniczy „Pax”, 1989
- Camilo Torres – Stuła i karabin; Instytut Wydawniczy „Pax”, 1970
- Teofilo Cabestrero (red.) – U źródeł teologii wyzwolenia; Krajowa Agencja Wydawnicza, 1985
- Dionizy Tanalski (red.) – Teologia wyzwolenia. Wybór tekstów; Akademia Nauk Społecznych PZPR, 1986

## Polskojęzyczna literatura o teologii wyzwolenia
- Hans Waldenfels – Teologowie Trzeciego Świata – jedenaście szkiców biograficznych z Afryki, Azji i Ameryki Łacińskiej; Verbinum, 1987
- Battista Mondin – Teologowie wyzwolenia; Instytut Wydawniczy „Pax”, 1988
- Józef Wołowski (red.) – Teologia wyzwolenia a szanse dialogu; Instytut Wydawniczy „Pax”, 1988
- Wiesław Mysłek, Mirosław Nowaczyk (red.) – Teologia wyzwolenia; Akademia Nauk Społecznych PZPR, 1988
- Lewą Nogą – Guerilla kolumbijska; Inst. Wyd. KiW, 1999
- Luis Martinez Andrade – Ameryka Łacińska Religia bez odkupienia; KiP, 2012